# Paladar
Il paladar (al plurale paladares) è un termine che in spagnolo significa letteralmente "palato" ed è usato con tale valenza nelle nazioni in cui si parla la lingua spagnola, tuttavia a Cuba è utilizzato esclusivamente per riferirsi a ristoranti gestiti da lavoratori indipendenti. Essendo principalmente attività a conduzione familiare, i paladares sono fondamentalmente rivolti a servire come controparte dei ristoranti gestiti dallo stato per i turisti che cercano un'interazione più vivida con la realtà cubana e alla ricerca di pietanze cubane caserecce.

## Origine del nome
Il termine nel suo uso popolare ha origini nella soap opera brasiliana Vale Tudo, trasmessa a Cuba agli inizi degli anni novanta. Paladar ("palato" in portoghese e spagnolo) era infatti il nome di una catena di ristoranti gestita da Rachel Accioli, la protagonista, recitata da Regina Duarte. La trasmissione della soap opera coincise con il primo rilascio delle licenze per il lavoro autonomo a Cuba, quindi la cultura popolare cubana ha nominato le nuove attività di allora con tale nome.

## Storia
I piccoli ristoranti gestiti da privati sono sempre esistiti a Cuba. Fino agli anni '90 erano illegali, ma la caduta dell'Unione Sovietica e la conseguente crisi economica a Cuba hanno forzato il governo ad attuare delle riforme economiche nel 1993. Un articolo di queste riforme comprendeva la legalizzazione di tali piccole attività private.
Dal loro principio alla fine degli anni '90, i paladares erano soggetti a restrizioni dal governo cubano riguardanti il totale e i tipi di prodotti che potessero offrire, l'assunzione di forza lavoro e il numero di posti che potevano ospitare. Il processo di rinnovo del modello economico iniziato nel 2010 ha portato al rinnovo di queste misure, risultando in un sostanziale aumento nei numeri di paladares e di diversificazione delle loro proposte.
I modelli che emergono sono poco diversi, variando dal tipico business fondato in una casa familiare, fino a locali che presentano delle variazioni più elaborate, inclusi diversi tipi di cucina disegnata o modificata appositamente per l'attività. Analogamente, mentre molte aziende al dettaglio offrono pietanze cubane e piatti della cucina italiana, la quale è molto popolare a Cuba, altri hanno realizzato progetti più ambiziosi, combinando la cucina locale con elementi mediterranei e internazionali.
Anche i componenti dello staff sono cambiati, passando da un modello in cui era composto principalmente da persone con relazioni familiari e con un basso livello di formazione, a team che integrano cuochi professionisti, spesso con molta esperienza nella gastronomia e in altre attività come marketing, contabilità, pubbliche relazioni, consigli legali e altri.

## Riferimenti culturali
Il film cubano candidato agli Academy Award Strawberry and Chocolate, basato sulla breve storia The Wolf, the Forest and the New Man dello scrittore cubano Senel Paz, ha usato una casa nel quartiere della capitale, Centro Habana, come location per La Guarida del Diego (La Tana di Diego), casa di uno dei principali personaggi. Qualche anno dopo le riprese, questo luogo è diventato "La Guarida", uno dei più rinomati paladares nella città.
Il gruppo reggaeton cubano Gente de Zona ha usato il paladar di Vedado, La Pachanga, per filmare un video clip per la loro popolare canzone "Salte del sartén" ("Salta fuori dalla padella per friggere").